# Shūichi Yoshida
Shūichi Yoshida (吉田 修一?, Yoshida Shūichi; Nagasaki, 14 settembre 1968) è uno scrittore giapponese.
Dopo aver studiato economia all'università ha cominciato a scrivere ed il suo primo libro è stato pubblicato nel 1997. Di molti suoi romanzi sono state fatte trasposizioni cinematografiche di successo.

## Opere

### Romanzi
- Appartamento 401 (パレード?, Parēdo, 2002), Feltrinelli, 2019
- Tōkyō Wankei (東京湾景?), 2003
- Nagasaki Ranraku-zaka (長崎乱楽坂?), 2004
- Landmark (ランドマーク?, Rando Māku), 2004
- Shichi Gatsu Nijū Yokka Dōri (7月24日通り?), 2004
- Hinata (ひなた?), 2006
- L'uomo che voleva uccidermi (悪人?, Akunin, 2007), Feltrinelli, 2017
- Shizuka na Bakudan (静かな爆弾?), 2008
- Sayonara Keikoku (さよなら渓谷?), 2008
- Moto Shokukin (元職員?), 2008
- Yokomichi Yonosuke (横道世之介?), 2009
- Heisei Saru Kani Kassenzu (平成猿蟹合戦図?), 2011
- Taiyō wa Ugokanai (太陽は動かない?), 2012
- Rabbia (Rū?, 路), Atmosphere libri, 2023
- Ai ni Ranbō (愛に乱暴?), 2013

### Racconti
- Saigo no Musuko (最後の息子?), 1999
- Nettaigyo (熱帯魚?), 2001
- Park Life (パーク・ライフ?, Pāku Raifu), 2002
- Nichiyōbi tachi (日曜日たち?), 2003
- Haru, Bānīzu de (春、バーニーズで?), 2004
- Onna tachi wa Ni do Asobu (女たちは二度遊ぶ?), 2006
- Hatsukoi Onsen (初恋温泉?), 2006
- Urizun (うりずん?), 2007
- Ano Sora no Shita de (あの空の下で?), 2008
- Kyanserusareta Machi no Annai (キャンセルされた街の案内?), 2009
- Sora no Bōken (空の冒険?), 2010

## Adattamenti
- Tōkyōwankei è stato adattato in una fiction nel 2004 interpretata da Yukie Nakama.
- Haru, Bānīzu de è stato trasformato in un film TV nel 2006 interpretato da Hidetoshi Nishijima e Shinobu Terajima.
- Di Shichigatsu Nijūyokka Dori ne è stata fatta la trasposizione cinematografica nel 2006, il film viene interpretato da Takao Osawa e Miki Nakatani
- Parade: è stato adattato in una pellicola cinematografica nel 2010 interpretata da Tatsuya Fujiwara, Kento Hayashi e Keisuke Koide.
- Akunin: è adattato in una pellicola cinematografica nel 2010. Il film, diretto da Lee Sang-il, ha come protagonisti Satoshi Tsumabuki e Masaki Okada.
- Yokomichi Yonosuke: diventa un film nel 2013 e viene interpretato da Kengo Kōra, Yuriko Yoshitaka e Sōsuke Ikematsu.
- Sayonara keikoku diventa un film nel 2013.